# Hakata (Fukuoka)
Hakata (jap. 博多区 Hakata-ku) – jedna z siedmiu dzielnic Fukuoki, stolicy prefektury Fukuoka. Dzielnica została utworzona w 1972 roku.
Położona jest we wschodniej części miasta. Graniczy z dzielnicami Higashi, Chūō i Minami. 
W dzielnicy tej znajdują się: dworzec kolejowy Hakata (główny dworzec Fukuoki), port lotniczy Fukuoka i międzynarodowy terminal statków pasażerskich. Północno-zachodnia część obszaru graniczy z zatoką Hakata.

## Historia
Miasto Fukuoka jest często określane starszą nazwą „Hakata”. Pierwotnie Hakata i Fukuoka były dwoma oddzielnymi miejscami. Hakata była starym miastem kupców – starożytnym portem handlowym, który wyrósł wokół portu. Fukuoka pojawiła się później i pierwotnie odnosiła się do miasta, które wyrosło wokół zamku miejscowego daimyō (pana feudalnego) w XVII wieku. Po restauracji Meiji w 1868 roku nazwa miasta została oficjalnie zmieniona na Fukuoka, ale Hakata przetrwała, zarówno jako część nowoczesnego miasta, jak i szerzej jako popularna nazwa miasta jako całości i jego bogatego dziedzictwa kulturowego.

## Lokalne festiwale
Hakata Dontaku (3–4 maja)
Hakata Dontaku (Hakata Dontaku Port Festival) to jeden z największych festiwali w Japonii. Przyciąga 30 tys. uczestników i ok. 2 mln widzów. Odbywa się co roku w dniach 3 i 4 maja, w czasie Złotego Tygodnia. Uważa się, że festiwal powstał w 1179 roku w okresie Heian, a więc trwa od ponad 800 lat. W najwcześniejszej wersji był znany jako Matsubayashi, obchodzony z okazji chińskiego Nowego Roku i uhonorowania ówczesnego władcy tego regionu. W okresie Edo (1603–1867) festiwal przekształcił się w paradę znaną jako Torimon. Była ona prowadzona przez ludzi przebranych za bogów.
Rząd okresu Meiji (1868–1912) zakazał parady ze względu na jej ekstrawagancję, ale mieszkańcy utrzymali festiwal, zmieniając nazwę na Dontaku. Słowo to pochodzi od niderlandzkiego „Zontag”, niedziela. Holendrzy byli jedynymi cudzoziemcami zachodnimi, którym pozwolono handlować z Japonią poprzez wysepkę Dejima w zatoce Nagasaki w okresie Edo.
Na festiwalu występują grupy tancerek i tancerzy często w ekstrawaganckich kostiumach, strojach ludowych, przebrani za postacie z mitów i legend. Niektóre grupy uczestników uderzają łyżkami do ryżu shamoji. Tradycja ta wywodzi się rzekomo od gospodyni domowej, która przygotowywała obiad i przyłączyła się do tańca, wybijając rytm łyżkami do ryżu shamoji.
Parady Dontaku odbywają się w oba dni po południu. Istnieje około 750 grup wykonawców z całego regionu. Niedawno do udziału zaproszono również grupy międzynarodowe. Oprócz parad w całym mieście rozmieszczonych jest około 30 scen, na których odbywają się różnorodne występy. Są także ustawiane liczne stoiska i stragany z jedzeniem, napojami i grami. 

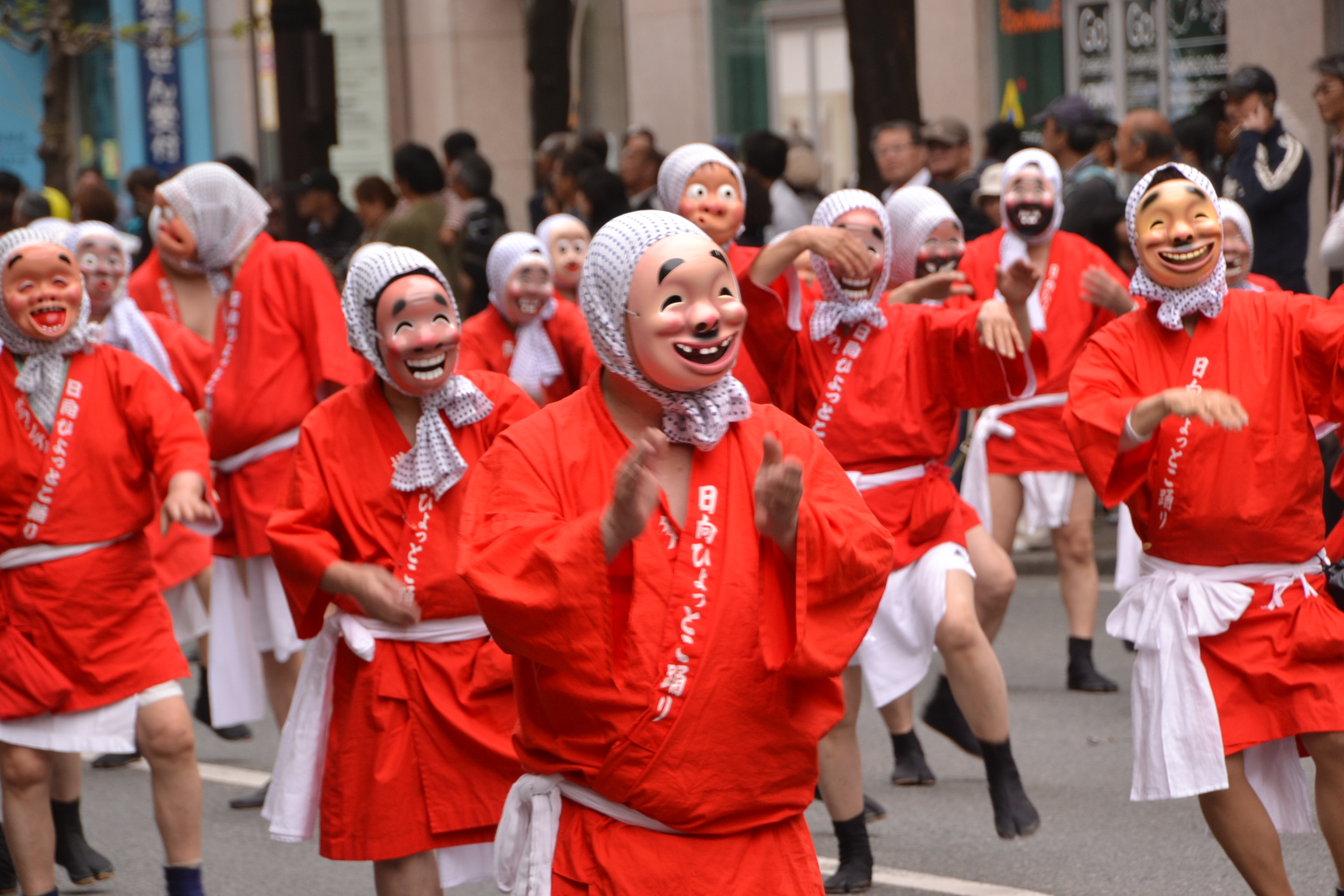
Hakata Dontaku (2011)
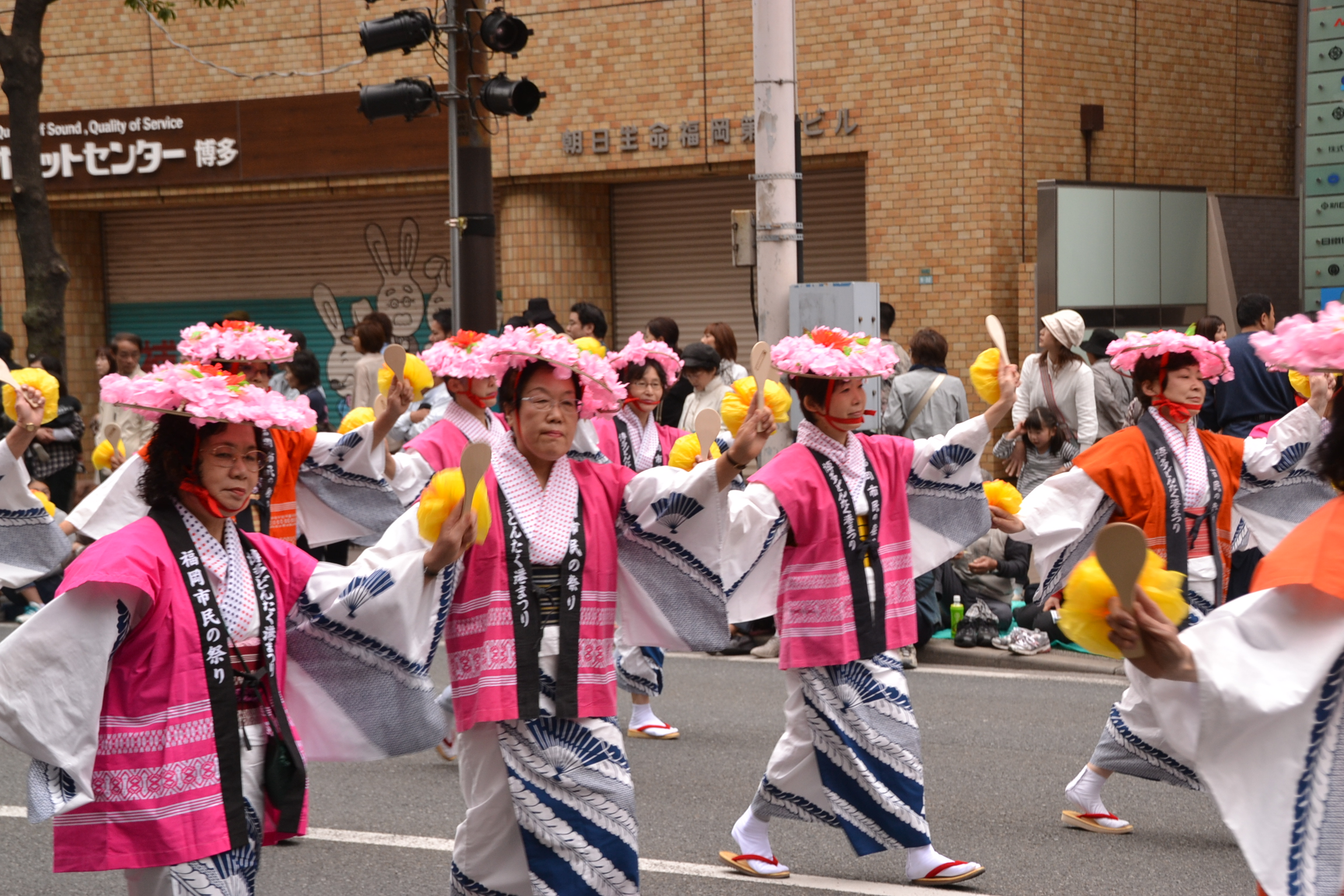
Parada taneczna z łyżkami do ryżu (2011)
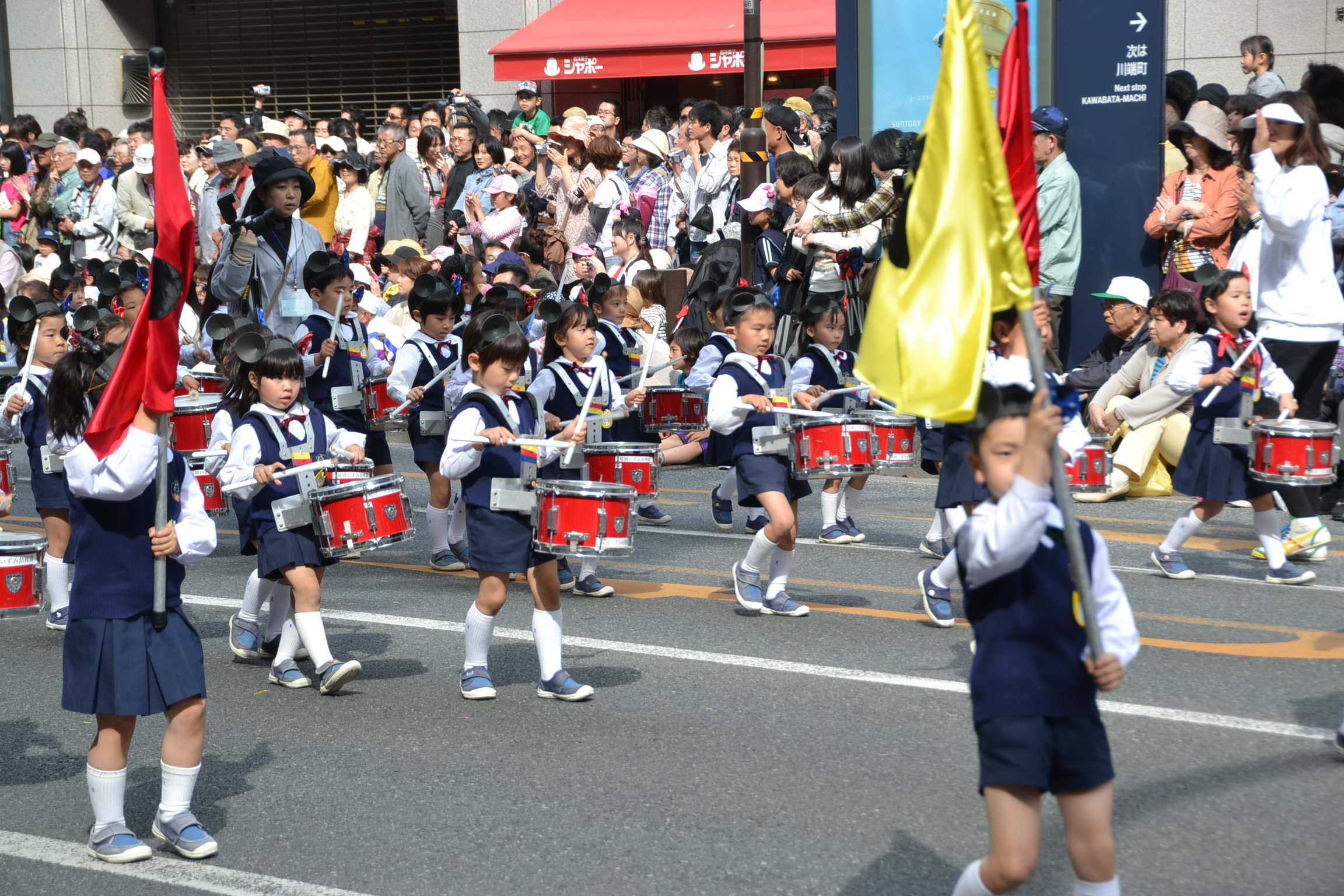
Udział dzieci (2011)
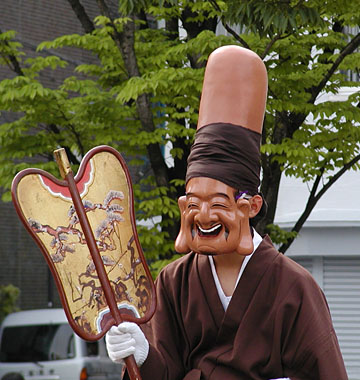
Fukurokuju, jeden z Siedmiorga Bogów Szczęścia (2004)

Hakata Gion Yamakasa (1–15 lipca)
Hakata Gion Yamakasa to jeden z najciekawszych festiwali w Japonii. Odbywa się co roku w pierwszej połowie lipca, a jego kulminacją jest spektakularny wyścig na czas we wczesnych godzinach porannych 15 lipca. Siedem dzielnic Hakaty, reprezentowanych przez pięknie udekorowane festiwalowe platformy, rywalizuje w wyścigu przez miasto na dystansie o długości pięciu kilometrów.
Do wyścigu używa się mniejszych platform (kakiyama) o wysokości około pięciu metrów i wadze jednej tony. Platformy nie mają kół i są ciągnięte po ulicach. Przed platformami rozlewana jest woda w celu zmniejszenia tarcia i ochłodzenia uczestników. Pierwszy zespół rozpoczyna wyścig o 4:59 rano przed chramem Kushida, gospodarzem festiwalu. Pozostałe zespoły ruszają kolejno w odstępach pięciominutowych. Pomimo wczesnej pory tysiące widzów ustawiają się wzdłuż trasy, która obejmuje zarówno ciasne zakręty, jak i odcinki wąskich i szerokich ulic. 

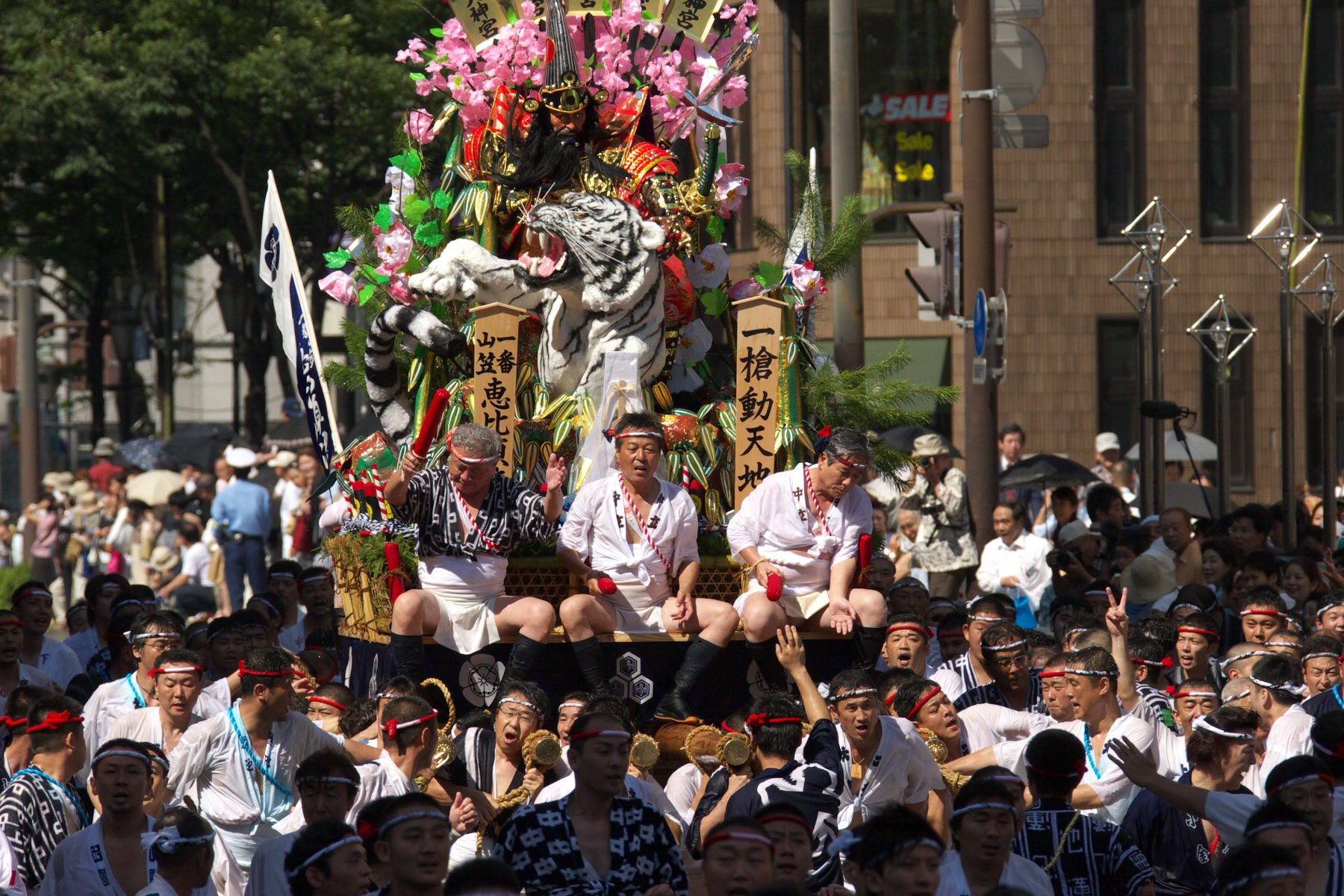
Hakata Gion Yamakasa (2006)
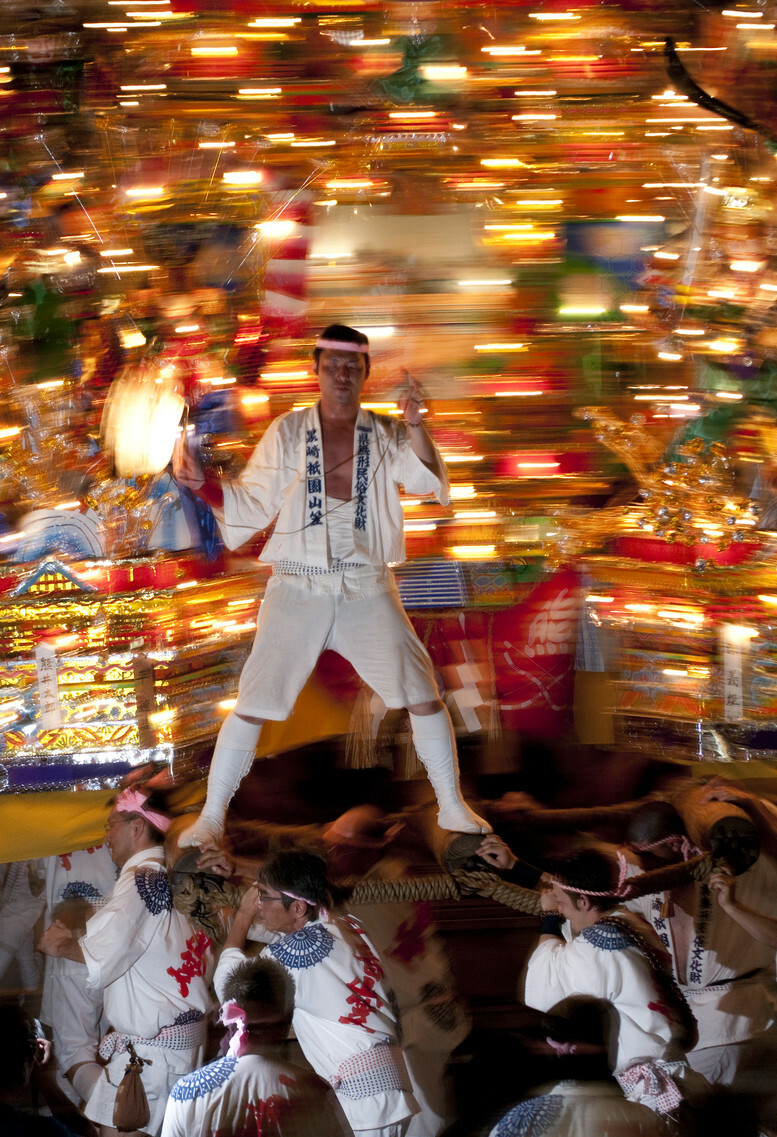
Festiwal (2012)
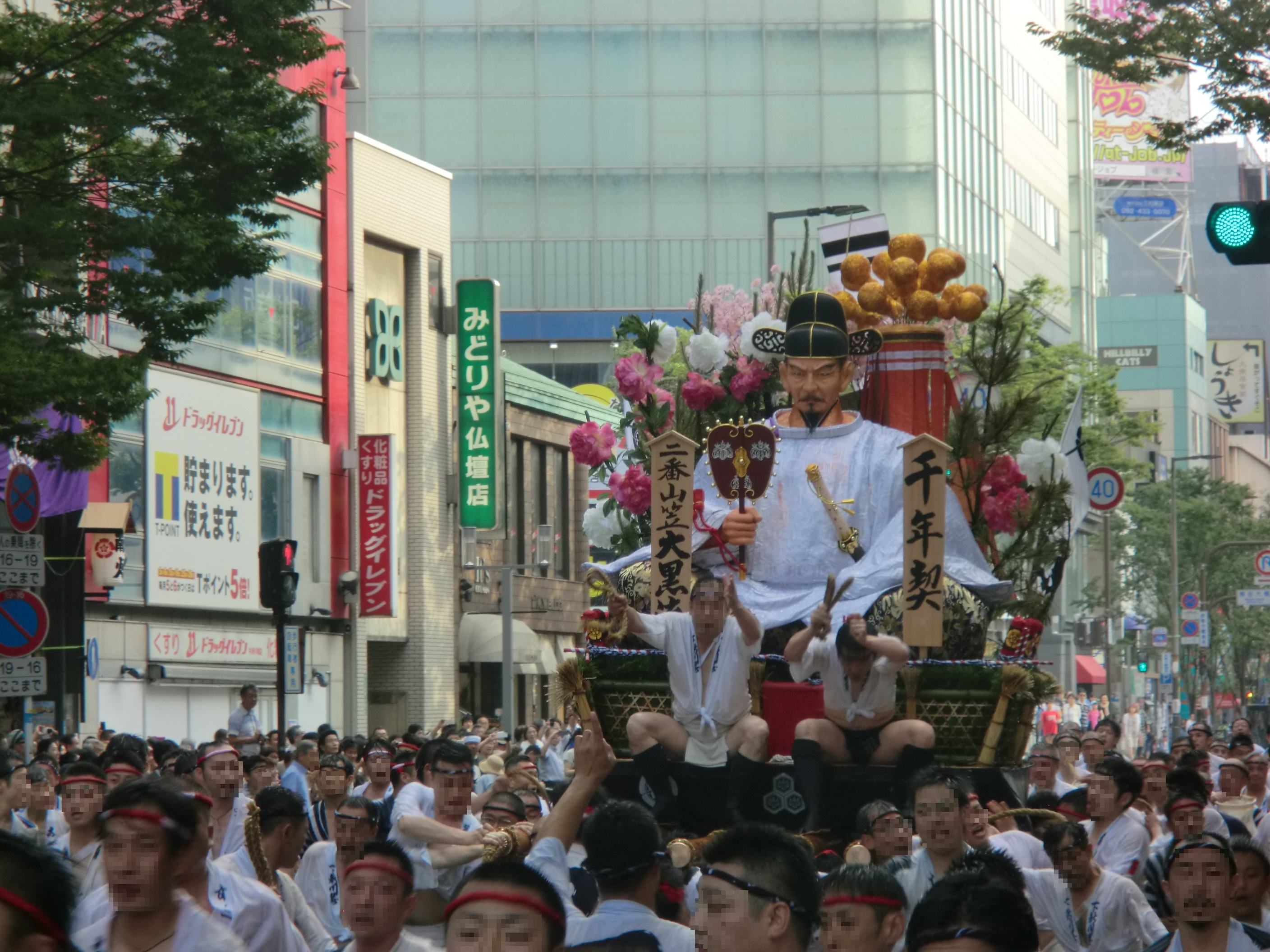
Kakiyama (2009)
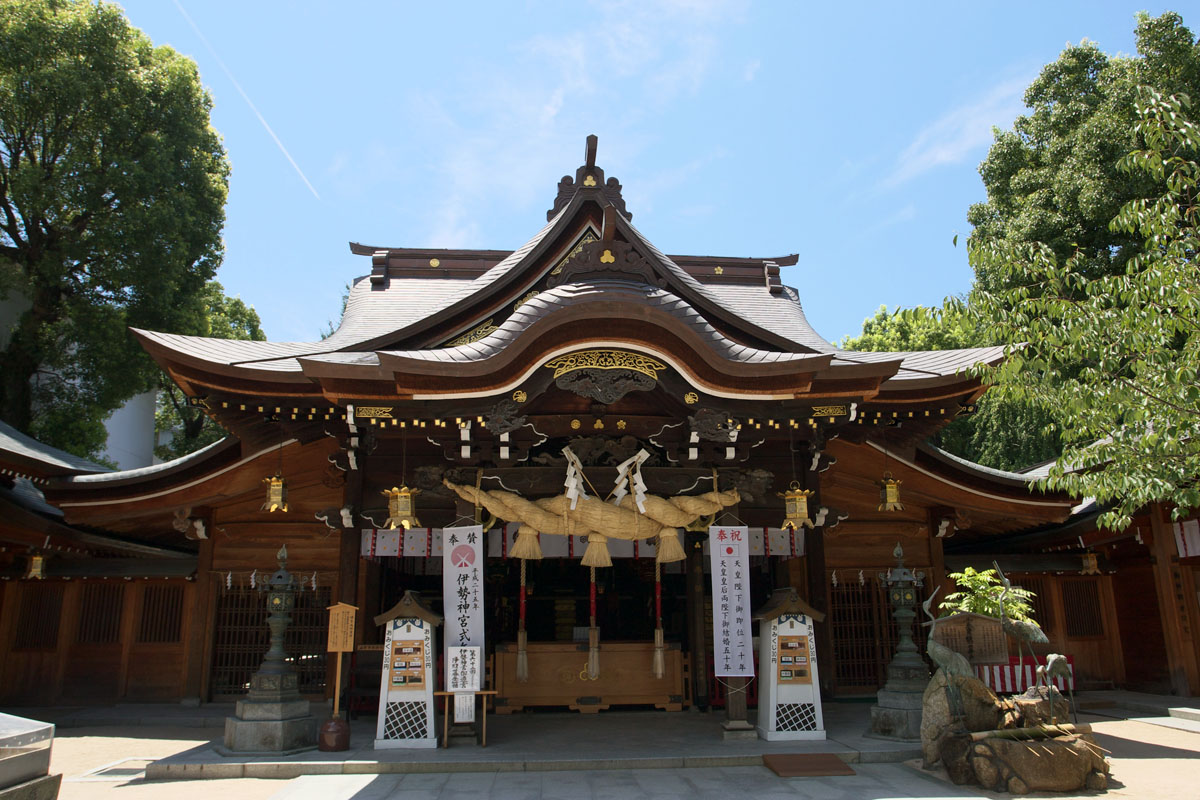
Chram Kushida (2009)

Hakata O-kunchi (październik)
Hakata O-kunchi to jesienny festiwal o 1200-letniej historii, organizowany w podzięce za zbiory. Podczas festiwalu odbywają się różnego rodzaju rytuały shintō, wydarzenia oraz targ artykułów spożywczych o nazwie Gokoku-hōjō („obfite plony pięciu zbóż”). Paradzie towarzyszy palankin mikoshi umieszczony na wozie ciągniętym przez woły, orkiestra dęta i korowód dzieci.

## Lalki z Hakaty
Ceramiczne lalki hakata-ningyō są znane w Japonii i za granicą jako przykład japońskiej estetyki. Ich historia sięga około 800 lat wstecz, kiedy miejscowi ludzie utrzymywali zwyczaj pielęgnowania nieszkliwionych lalek ceramicznych. W 1600 roku pierwszy władca domeny Fukuoka, daimyō Nagamasa Kuroda (1568–1623), zebrał rzemieślników, którzy stworzyli podstawy wytwarzania lalek. 
Lalki przedstawiają piękne damy, aktorów teatrów kabuki i nō, dzieci i sezonowe festiwale. Szczególną popularnością cieszą się prace przedstawiające piękne kobiety. Dzięki realistycznej ekspresji, delikatnie zakrzywionym liniom oraz żywym kolorom, lalki te są klasą samą w sobie.
Produkcja tych lalek przebiega według określonej procedury. Pierwszym krokiem jest ugniatanie gliny, która służy do stworzenia modelu na podstawie istniejącego projektu. Następnie wykonywana jest forma gipsowa, którą wypełnia się gliną i wypala w piecu. Następnie lalki są malowane, pokrywane sproszkowaną muszlą i roztworem wodnym, aby nadać im połysk i biel. Bardzo cienkim pędzelkiem maluje się detale, wykorzystując szorstkie, nieszkliwione powierzchnie. 

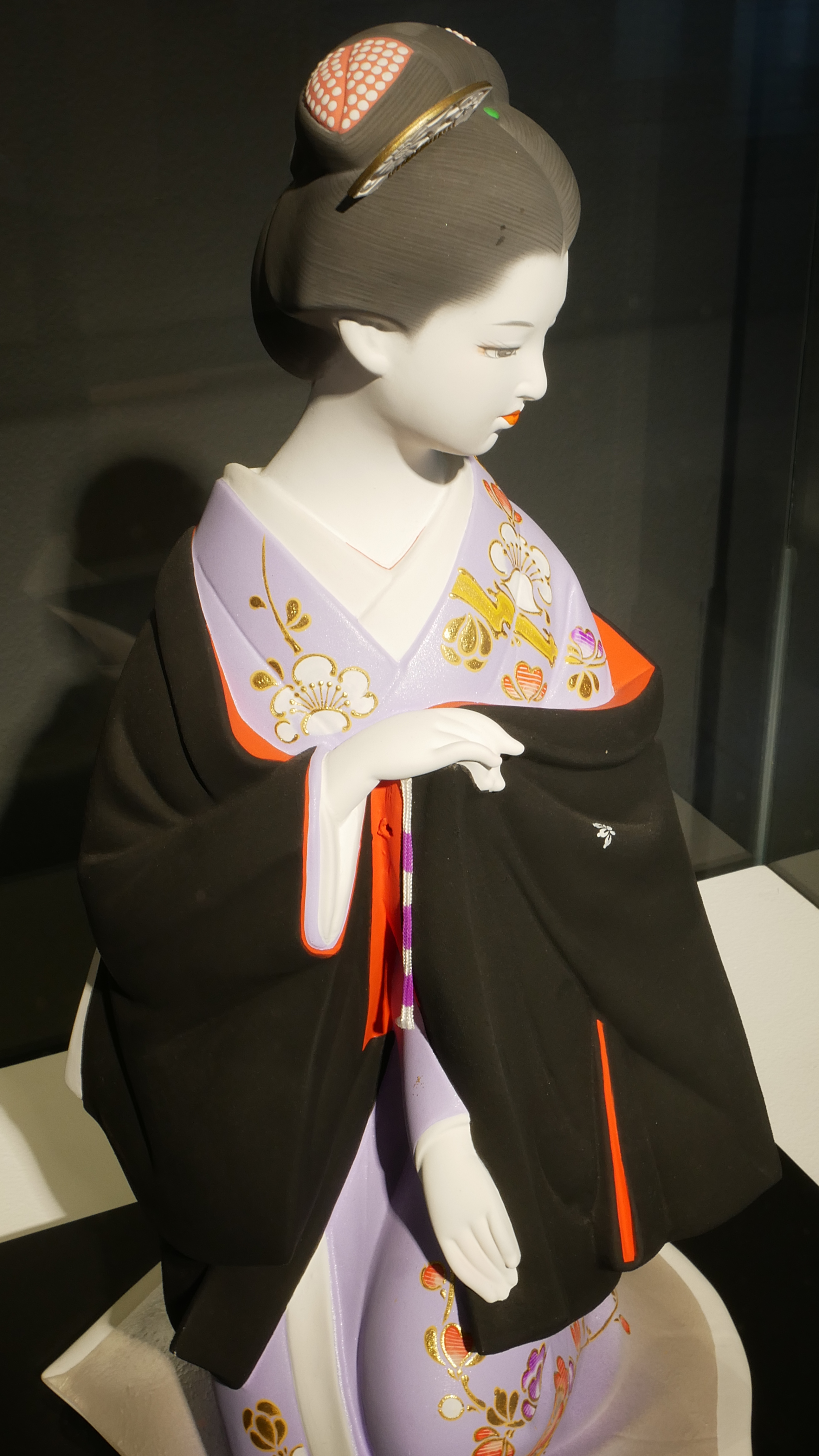
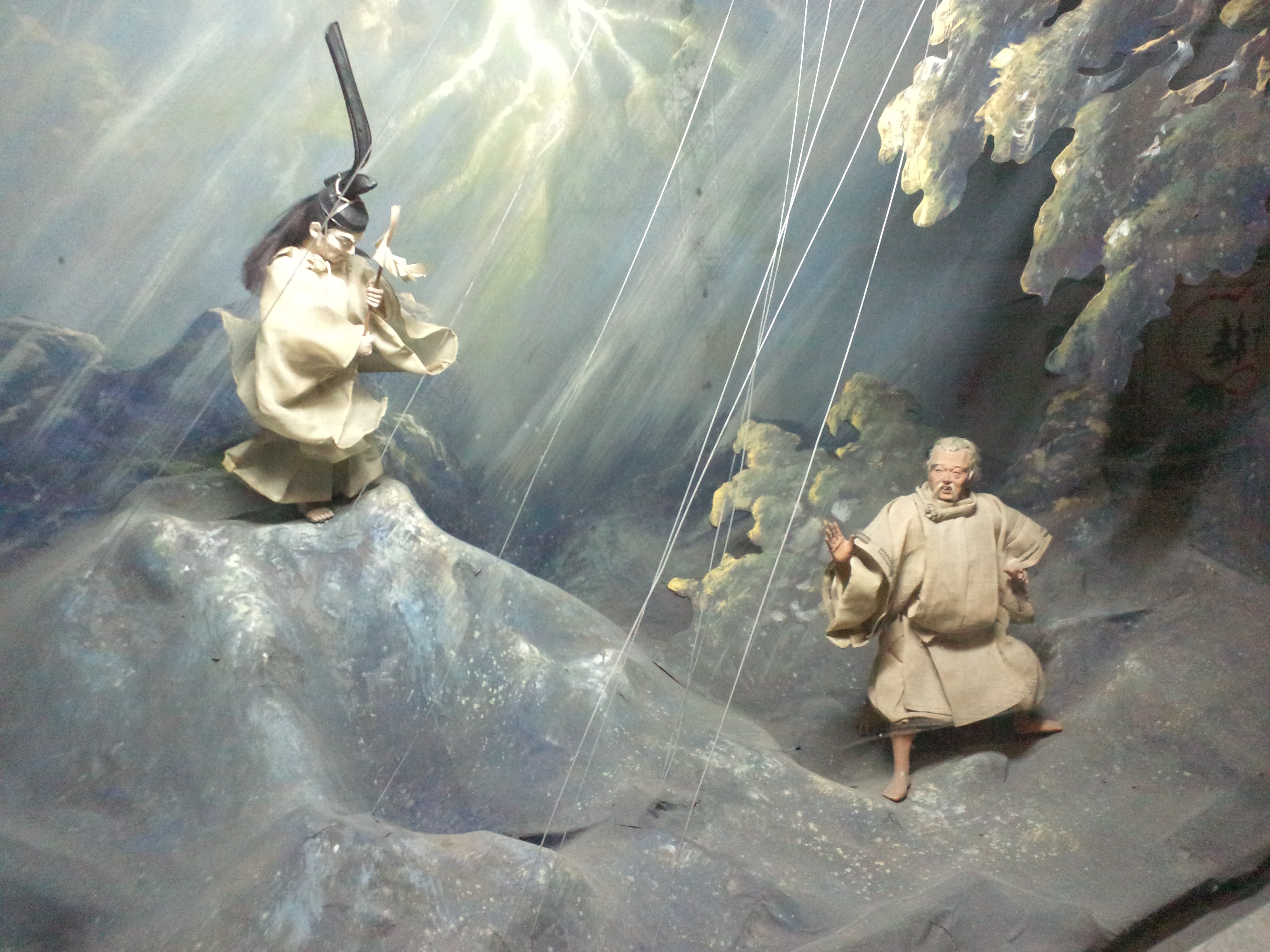
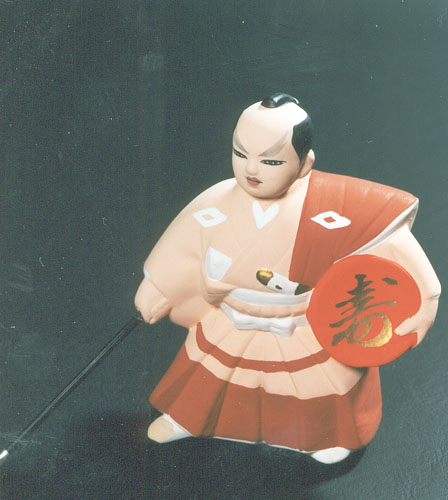

## Świątynie
Tōchō-ji
Świątynia Tōchō-ji, założona w 806 roku przez mnicha, uczonego, poetę i artystę o imieniu Kūkai (774–835), jest najstarszą świątynią sekty shingon w Japonii. Wewnątrz znajduje się posąg Wielkiego Buddy Fukuoki o wysokości 10,8 metra, największa drewniana statua siedzącego Buddy w Japonii. Nimb zawiera dwa rzędy wizerunków Buddy, a kolejne 5 tys. jego małych wizerunków znajduje się na ścianie z tyłu. W podstawie posągu jest otwór przedstawiający drogę z piekła do nieba. Ścieżka wewnątrz, udekorowana „zwojami obrazków piekielnych”, prowadzi w ciemność. Jeśli ktoś skorzysta z poręczy, aby przejść dalej, na końcu znajdzie obraz nieba skąpany w subtelnym świetle. Mówi się, że dotknięcie pierścienia Buddy w połowie drogi umożliwi wejście do nieba. 
Shōfuku-ji
Świątynia Shōfuku-ji, znana jako pierwsza prawdziwa świątynia zen (szkoła rinzai) w Japonii, została założona w 1195 roku przez buddyjskiego mnicha o imieniu Eisai Myōan (1141–1215). Napisał on „Traktat o piciu herbaty dla zdrowia”, w którym przedstawił właściwości herbaty, korzystne dla zdrowia fizycznego i duchowego. Podobno to on przywiózł zieloną herbatę z Chin, a świątynia jest uznana jako miejsce narodzin japońskiej zielonej herbaty. Na terenie sanktuarium rosną krzewy herbaciane (Camellia sinensis), z których wytwarza się herbatę. Teren świątyni, narodowe miejsce historyczne, jest przykładem układu garan stosowanego w budownictwie świątyń zen, z bramą sanmon i głównymi pawilonami ułożonymi w linii prostej. 
Jōten-ji
Buddyjska świątynia Jōten-ji (rinzai) została zbudowana w 1242 roku. Uważa się, że inicjatorem tego przedsięwzięcia był Enni Ben’en (1201–1280) – mistrz zen szkoły rinzai, znany z wielkiej erudycji. Podobno to on po powrocie z Chin przywrócił umiejętność robienia makaronów: udon i soba oraz ciasta na manjū (rodzaj słodkawej bułki).
Świątynia jest pomysłodawcą festiwalu Hakata Gion Yamakasa.

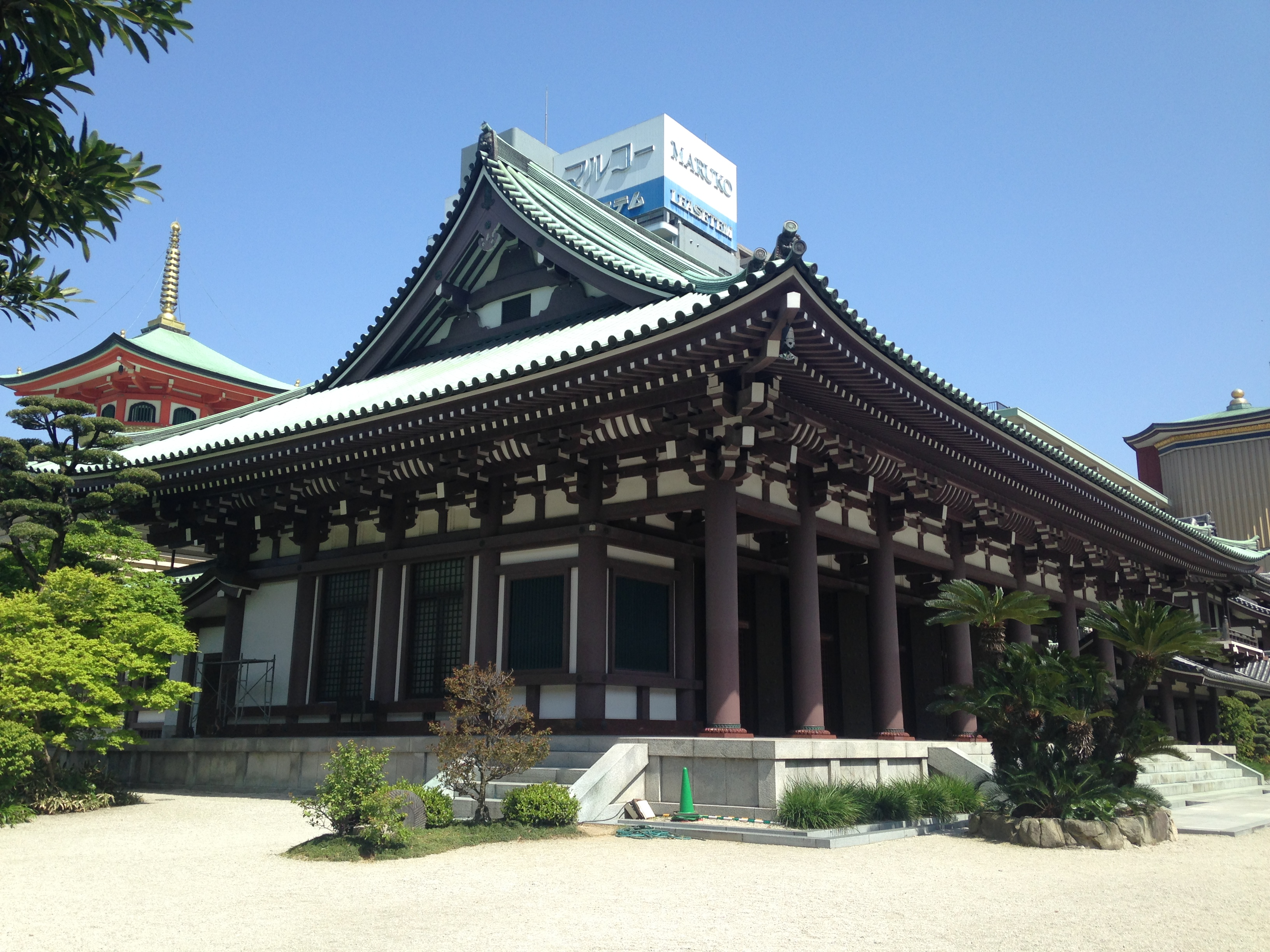
Tōchō-ji
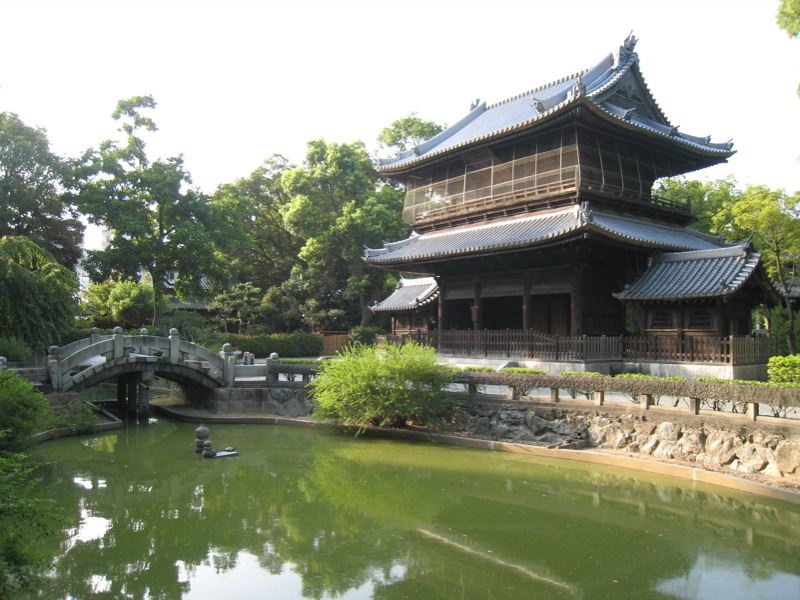
Brama do Shōfuku-ji
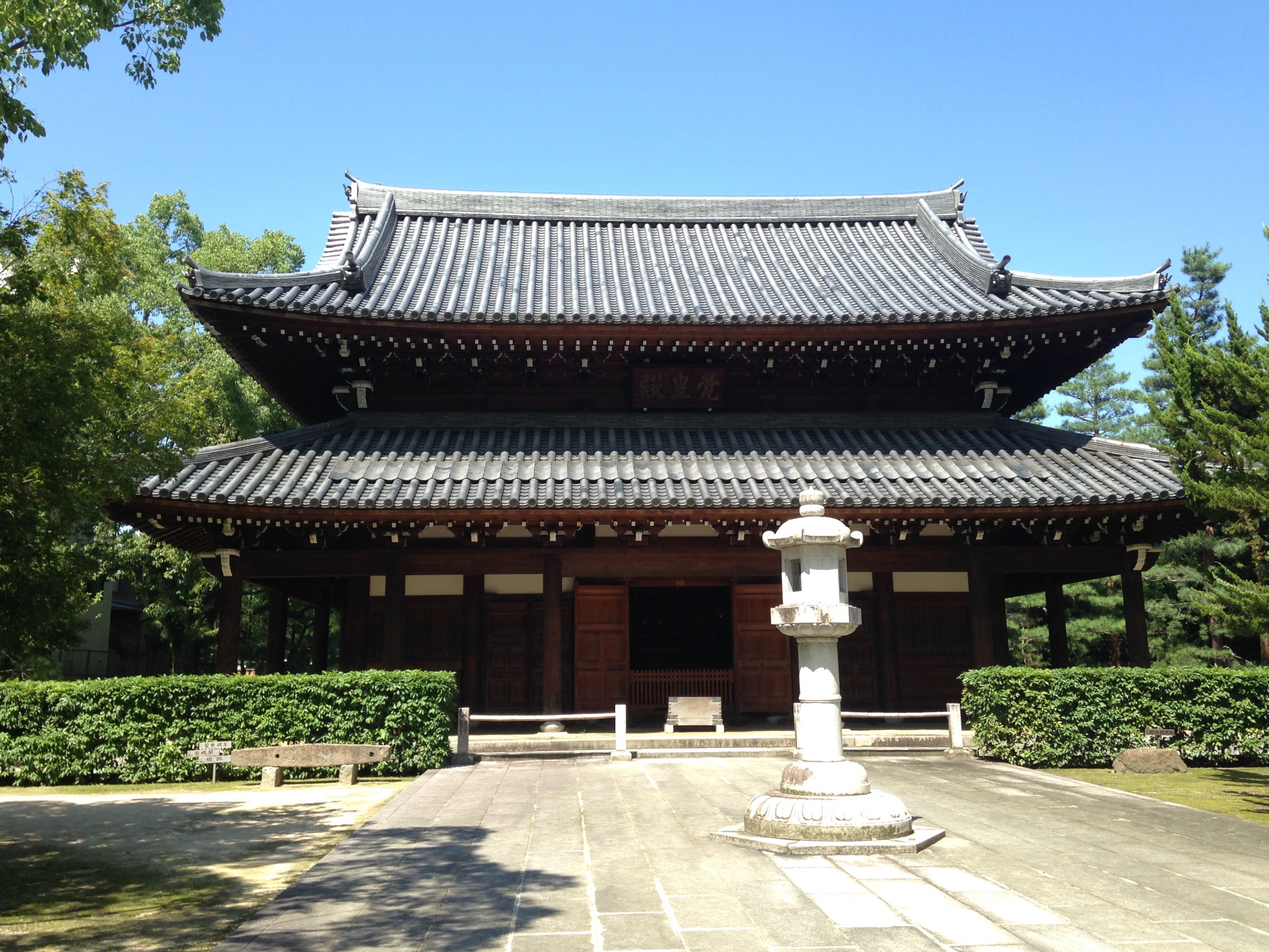
Jōten-ji